# Райх, Питер
Питер Райх (Peter B. Reich; род. 1953, Нью-Йорк) — американский эколог, ботаник, биолог, специалист по экологии лесов и лугов, глобальному потеплению и биоразнообразию.
Доктор философии (1983), заслуженный Университетский и (с 2007) регент-профессор Миннесотского университета, член НАН США (2018).
Удостоен BBVA Foundation Frontiers of Knowledge Award (2009).
Является одним из наиболее цитируемых учёных.

## Биография
Окончил Goddard College (бакалавр со специализацией по писательскому мастерству и физике, 1974). Степень магистра со специализацией по лесной экологии получил в Миссурийском университете в 1977 году. Степень доктора философии со специализацией по биологии окружающей среды и экологии растений получил в Корнелле в 1983 году. Там же в 1983-85 гг. ассоциат-постдок в Boyce Thompson Institute. C 1985 года ассистент-, в 1989—1991 гг. ассоциированный профессор Висконсинского университета в Мадисоне. С 1991 года профессор Миннесотского университета, занимающий именную кафедру (F.B. Hubachek, Sr. Chair), с 2003 года заслуженный именной Университетский профессор (Distinguished McKnight University Professor), с 2007 года регент-профессор.
В 2011-13 гг. директор-основатель Института окружающей среды Хоксбери Университета Западного Сиднея, затем поныне его шеф-учёный.
Член Американской академии искусств и наук (2011).
Подготовил более 30 PhD-студентов и постдоков.
В 2013 году вместе со своими двумя сыновьями запустил ютуб-канал MinuteEarth, насчитывающий ныне более миллиона подписчиков.
Отмечен Presidential Young Investigator Award (1988—1993), PLUS Award (2018, совместно с Jacek Oleksyn) и др. отличиями.
Опубликовал около 600 научных работ, порядка пятидесяти работ в Nature, Science, PNAS.